# Ivan Nagel
Ivan Nagel (Budapest, 28 de junio de 1931-Berlín, 9 de abril de 2012) fue un crítico, estudioso del teatro, periodista y asesor artístico húngaro-alemán.

## Vida
Procedía de una familia judía de origen húngaro. Su padre era el jefe de una fábrica textil en Budapest. Su familia tuvo que utilizar nombres falsos durante la Segunda Guerra Mundial, lo que les permitió sobrevivir al Holocausto. Una vez finalizada la guerra quiso estudiar en la Universidad Eötvös Loránd de su ciudad natal, aunque sabía que no iba a poder hacerlo por ser burgués. En 1948 se trasladó a Suiza. Consiguió el bachillerato en Zúrich y estudió como apátrida primero en París, luego en la Universidad de Heidelberg y más adelante en la Universidad Johann Wolfgang Goethe, donde estudió filosofía con Max Horkheimer y Theodor W. Adorno, quien le ayudó a evitar su expulsión por ser un «solicitante de asilo no deseado».
Después de licenciarse trabajó como crítico literario y musical y entre 1960 y 1969 fue asesor artístico jefe del Teatro de Cámara de Múnich, donde trabajó entre otros con Peter Stein. Entre 1972 y 1979 fue asesor artístico del Deutsches Schauspielhaus en Hamburgo. En esa época trabajo con reconocidos directores como Giorgio Strehler, Jérôme Savary, Peter Zadek y Luc Bondy. Se hizo famoso sobre todo por la puesta en escena de obras dirigidas por Peter Zadek (El pato silvestre, Otelo y El cuento de invierno, por ejemplo).
En 1977 fundó un festival de teatro que debía proporcionar una visión general sobre la evolución de ese arte en distintas partes del mundo; su nombre es Theater der Welt y se ha celebrado en distintas ciudades de Alemania y da al público la oportunidad de ver representaciones de directores como Peter Brook, Ariane Mnouchkine, Anatolij Wassiljew, Peter Sellars o Simon McBurney, así como teatro de vanguardia europeo, americano u oriental.
En 1981 se fue a Nueva York como corresponsal del Frankfurter Allgemeine Zeitung, y permaneció en la ciudad hasta 1983. Fue dos veces fellow del Wissenschaftskolleg zu Berlin, director artístico de la Ópera Estatal de Stuttgart, y entre 1989 y 1996 profesor de historia y estética de artes escénicas en la Universidad de las Artes de Berlín.
También fue famoso por sus escritos sobre teoría teatral y por sus retratos de directores como Fritz Kortner, Peter Zadek, Klaus Michael Grüber, Peter Stein, Robert Wilson, Frank Castorf o Peter Sellars. Su libro sobre óperas de Mozart, Autonomie und Gnade, se tradujo al inglés, francés, español y japonés.
Fue enterrado el 20 de abril de 2012 en el cementerio Dorotheenstädtischer de Berlín-Mitte.

## Reconocimientos
- 1988: Premio Johann Heinrich Merck
- 1999: Premio Fritz Kortner
- 2000: Premio Moses Mendelssohn
- 2002: Verdienstorden des Landes Berlin
- 2003: Premio Ernst Bloch
- 2003: Orden del Mérito de la República Federal de Alemania
- 2005: Premio Heinrich Mann[4]
- 2008: Doctor honoris causa por la  Leuphana Universität Lüneburg
- 2011: Premio Hermann Sinsheimer

## Obra (selección)
- Autonomie und Gnade (1985)
- „Ariadne auf dem Panther“. Zur Lage der Frau um 1800 (1993)
- Liebe! Liebe! Liebe! Ist die Seele des Genies: vier Regisseure des Welttheaters (1996)
- Der Künstler als Kuppler (1997)
- Roger Willemsen – das Bühnengespräch mit Ivan Nagel: live aus dem Deutschen Schauspielhaus in Hamburg (2001)
- Streitschriften (2001)
- Das Falschwörterbuch (2004)
- Drama und Theater (2006)
- Gemälde und Drama (2009)